# Пастушье (Брянская область)
Пасту́шье (Пастуша, Пастушь) — деревня в Дятьковском районе Брянской области, в составе Верховского сельского поселения. Расположена в 4 км к северу от посёлка Стеклянная Радица. Население — 36 человек (2010).
Упоминается с XVIII века как владение Безобразовых, позднее переходит к Мальцовым и др. С 1881 в приходе села Стеклянной Радицы. До начала XX века было развито кузнечное ремесло. С 1861 по 1924 в Любохонской волости Брянского (с 1921 — Бежицкого) уезда; в 1924—1929 в Дятьковской волости. С 1929 по 1968 входила в Брянский район (Стекляннорадицкий сельсовет).